# Sargo-de-dentes
Sargo-de-dentes (Archosargus probatocephalus) é um peixe da família dos esparídeos, presente na costa brasileira. Prefere habitats de água rasa, com fundo rochoso e recifal, onde vive em pequenos cardumes. Encontram-se, por vezes, na água salobra de estuários. Tem um corpo de formato ovalado e um pouco achatado. Tem uma cor cinza-esverdeada com 6 a 7 barras verticais, da cabeça ao pedúnculo caudal. As barbatanas peitorais são amareladas, tal como a caudal. Chega a atingir cerca de 91 cm de comprimento e 9,6 kg. Alimenta-se principalmente de crustáceos e moluscos.
É um peixe bastante apreciado em pesca desportiva, já que resiste energicamente à pesca, além de ter uma carne muito apreciada e de qualidade.
Os dentes são similares aos dentes humanos, molares e caninos, de 6 a 8 dentes iguais, e vários dentes internos, tornam essa espécie uma bizarrice se comparada aos seres humanos.